# Chartocerus kurdjumovi
Chartocerus kurdjumovi är en stekelart som först beskrevs av Nikol'skaya 1950.  Chartocerus kurdjumovi ingår i släktet Chartocerus och familjen långklubbsteklar. Inga underarter finns listade i Catalogue of Life.